# 1928 en sport automobile
Chronologie du Sport automobile
1927 en sport automobile - 1928 en sport automobile - 1929 en sport automobile

## Faits marquants de l'année1928
Le Français Jacques Bignan remporte le Rallye Monte-Carlo sur une Fiat.

## Par mois

### Février
- 19 février : à Daytona Beach, Malcolm Campbell établit un nouveau record de vitesse terrestre : 333,05 km/h.
- 22 février : à Daytona Beach également, Ray Keech établi un nouveau record de vitesse terrestre : 334,02 km/h.

### Mars
- 11 mars : Grand Prix automobile de Tripoli.

### Avril
- avril : victoire de Giuseppe Campari et Giulio Ramponi lors des Mille Miglia sur une Alfa Romeo 6C 1500 Sport.

### Mai
- 6 mai : Targa Florio
- 30 mai : 500 miles d'Indianapolis.

### Juin
- 3 juin : Grand Prix automobile de Tunisie
- 16 juin : départ de la sixième édition des 24 Heures du Mans.
- 17 juin : victoire de Woolf Barnato et Bernard Rubin sur une Bentley aux 24 Heures du Mans.

### Juillet
- 1er juillet : Grand Prix de France sur le circuit du Comminges.
- 15 juillet : Grand Prix d'Allemagne sur le Nürburgring.
- 29 juillet : Grand Prix d'Espagne à Lasarte.

### Août
- 4 août : Grand Prix automobile de Pescara

### Septembre
- 9 septembre : Grand Prix automobile d'Italie.

## Naissances
- 8 janvier : Gilberte Thirion, pilote automobile belge, († 21 mai 2008).
- 12 janvier : Lloyd Ruby, pilote automobile américain, († 23 mars 2009).
- 18 février : Jim McElreath, pilote automobile américain.  (†(† 18 mai 2017).
- 23 février : Hans Herrmann, pilote automobile allemand, qui disputa 17 Grands Prix de Formule 1 de 1953 à 1961.
- 1er  mai: Desmond Titterington, pilote automobile britannique de Formule 1. († 13 avril 2002).
- 18 mai : Jo Schlesser, pilote automobile français, († 7 juillet 1968).
- 11 juin : Herbert Linge, pilote automobile allemand.
- 16 juillet : Jim Rathmann, pilote automobile américain.
- 26 juillet : Don Beauman, pilote automobile anglais. († 9 juillet 1955).
- 28 juillet : Guy Verrier, judoka, boxeur, catcheur et pilote automobile français.
- 30 août : Lloyd "Lucky" Perry Casner, pilote automobile américain, († 10 avril 1965).
- 22 septembre : Eric Broadley, entrepreneur britannique, ingénieur, fondateur et chef designer de Lola Cars. († 28 mai 2017).
- 10 décembre : Gerhard Holup, entrepreneur et pilote automobile allemand. († 2 mars 2012).

## Décès
- 23 mars :  Lloyd Ruby, pilote automobile américain, (° 12 janvier 1928).
- 25 avril : Frank Lockhart, pilote automobile américain, (° 8 avril 1903).
- 9 septembre : Emilio Materassi, pilote automobile italien. (° 30 octobre 1894)